# Émile Daru
Émile Daru est un journaliste, écrivain, historien, biographe et professeur né le 17 mai 1877 à Pierrefitte-Nestalas (Hautes-Pyrénées) et mort le 28 octobre 1965 à Dax (Landes).

## Biographie
Émile Daru naît le 17 mai 1877 à Pierrefitte-Nestalas. Il est d’abord instituteur, puis directeur d’école et entre dans le journalisme pendant l’entre-deux-guerres. Il devient journaliste à La Dépêche de Toulouse et professeur à l'école normale de Dax. Il est membre de la Société de Borda à partir de 1921, archiviste à partir de 1950 et président d’honneur en 1957. Il meurt le 28 octobre 1965 à Dax.

## Distinctions
- Chevalier de la Légion d'honneur (5 novembre 1928)[3]
- Officier de la Légion d'honneur (2 septembre 1954)[3]

## Œuvres
- Essai de contribution à l'histoire de l'enseignement primaire dans les Landes aux XVIIe et XVIIIe siècles et particulièrement dans le canton de Montfort  (1923) ;
- Le cardinal Lavigerie, sa véritable origine, une page de sa vie politique (1926) [lire en ligne]
- Dax (1933) en collaboration avec Antonio Aparisi-Serres [lire en ligne] ;
- A propos d'un Borda bayonnais collaborateur de la carte de Cassini (1961) ;
- A propos du procès en Cour d'assises d'un républicain dacquois, 1833, Gustave Vergers, 1802-1882, préfet de la Seconde République (1961) en collaboration avec Fernand Thouvignon ;
- Jean-Baptiste et Sylvestre de Grateloup, graveurs et savants landais (1962).